# الاتجاهات في الدراسة العالمية للرياضيات والعلوم

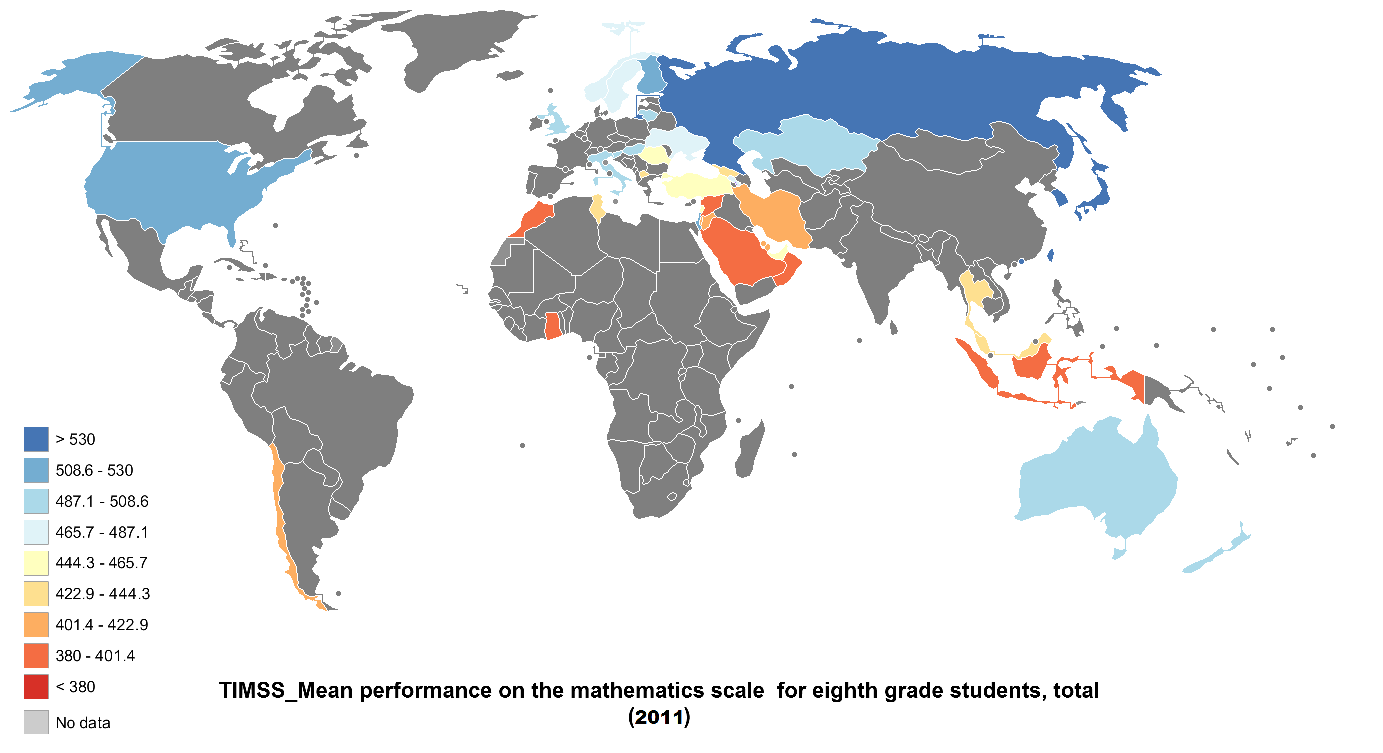

الاتّجاهات في الدراسة العالمية للرّياضيات والعلوم (TIMSS)، هي دراسة عالمية تهدف إلى التركيز على السياسات والنظم التعليمية، ودراسة فعالية المناهج المطبقة وطرق تدريسها، والتطبيق العملي لها، وتقييم التحصيل وتوفير المعلومات لتحسين تعليم وتعلم الرياضيات والعلوم. وتتم هذه الدراسة تحت إشراف الهيئة الدولية لتقييم التحصيل التربوي IEA ومقرها هولندا.
الطلاب المشاركون في الاختبار يجري اختيارهم من مجموعة متنوعة من الأنظمة التعليمية، من حيث التنمية الاقتصادية والموقع الجغرافي وحجم السكان. في كل من الأنظمة التعليمية المشاركة، يتم تقييم ما لا يقل عن 4500 إلى 5000 طالب. يتم جمع البيانات حول الظروف التي يتعلم فيها الطلاب المشاركون الرياضيات والعلوم من الطلاب ومعلميهم ومديريهم وأولياء أمورهم عبر الاستبيانات.
TIMSS هي إحدى الدراسات التي أنشأتها IEA والتي تهدف إلى السماح للأنظمة التعليمية في جميع أنحاء العالم بمقارنة التحصيل التعليمي للطلاب والتعلم من تجارب الآخرين في تصميم سياسة تعليمية فعالة. تم إجراء هذا التقييم لأول مرة في عام 1995 ، وتم إجراؤه كل أربع سنوات بعد ذلك. لذلك ، فإن بعض الأنظمة التعليمية المشاركة لديها بيانات اتجاه عبر التقييمات من 1995 إلى 2015. يقوم TIMSS بتقييم طلاب الصفين الرابع والثامن ، بينما يقوم TIMSS Advanced بتقييم الطلاب في السنة الأخيرة من المدرسة الثانوية في الرياضيات والفيزياء المتقدمة.